# Toreutica

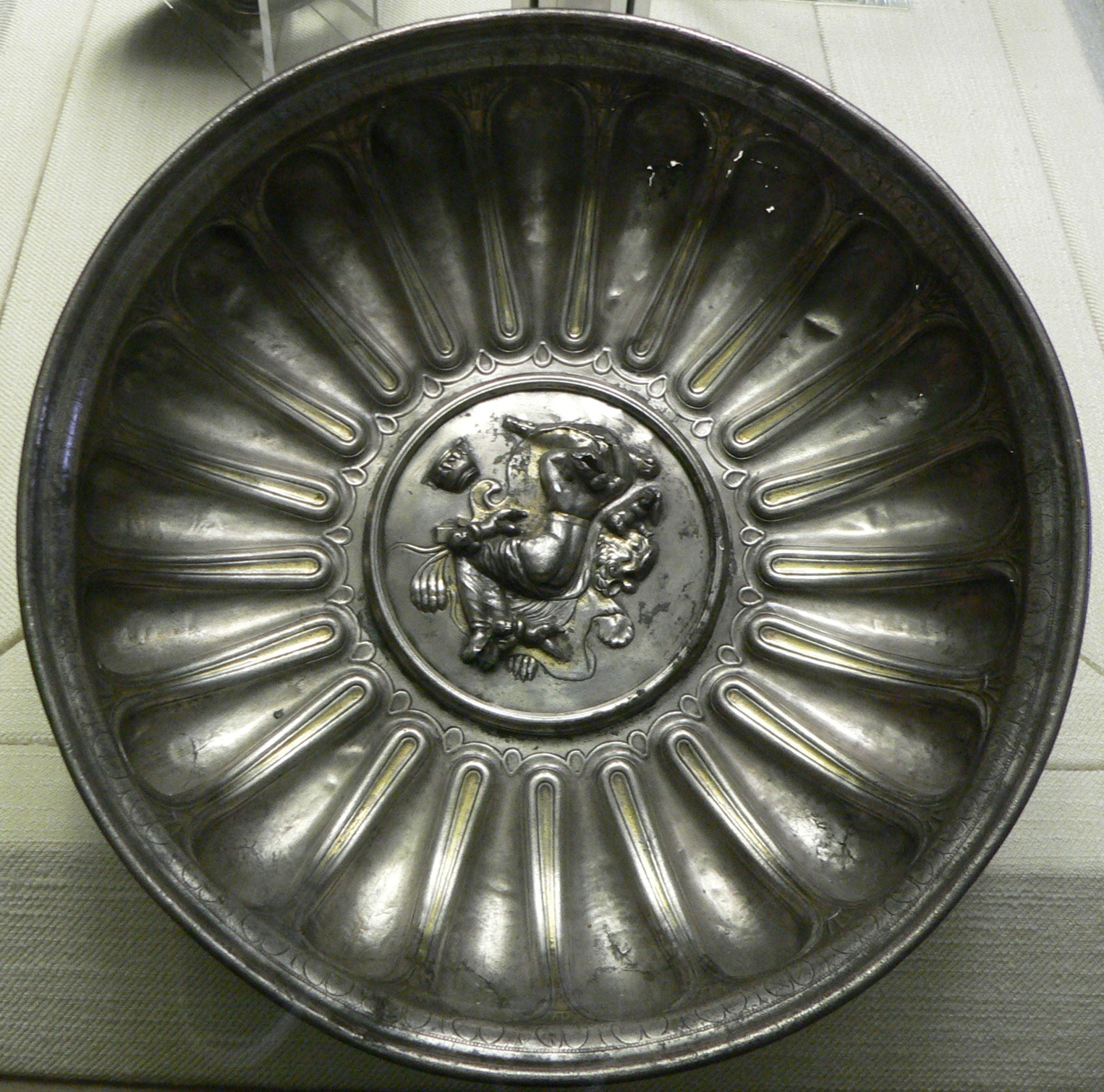
Opera di toreutica (tesoro di Berthouville)

La toreutica è l'arte di lavorare il metallo con decorazioni a incavo e/o a rilievo, tramite il cesello, lo sbalzo e l'incisione. L'artista che si dedica a questa produzione è chiamato toreuta.

## Tecnica

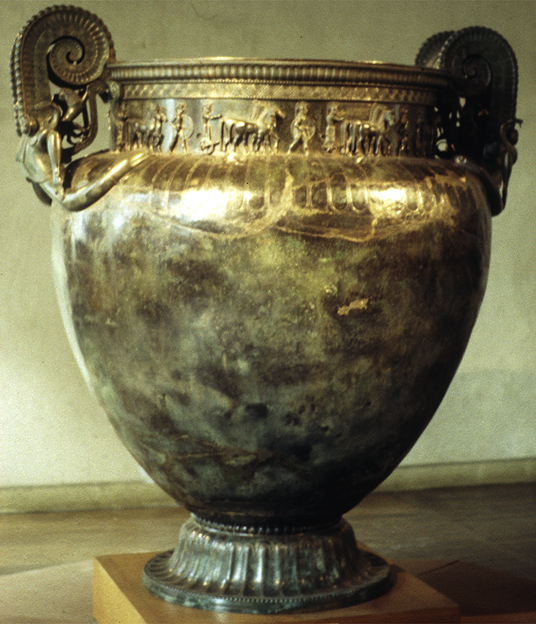
Il Cratere di Vix, scoperto nell'omonima tomba principesca hallstattiana, capolavoro colossale della toreutica magnogreca

È un'arte analoga all'oreficeria, ma in genere ha per oggetto opere di dimensioni maggiori dei gioielli (vasi, coppe, vassoi, armi, ecc.). I metalli oggetto della toreutica sono l'oro, l'argento, il bronzo, l'ottone, il rame e varie altre leghe.
L'arte toreutica esiste fin dalla preistoria. Plinio il Vecchio (I secolo d.C.) dedicò alcuni passi della sua Naturalis Historia alla toreutica: nel XXXIII libro, ad esempio, trattando di mineralogia e soprattutto di metallurgia, elencò una serie di cesellatori greci in argento particolarmente famosi ai suoi tempi, come Mentore, Acragante, Boeto e Mys.
Nell'antica Grecia il termine veniva riferito a lavorazioni che riguardavano la superficie degli oggetti, attraverso diversi strumenti come il martello, il trapano, lo scalpello e il bulino, e che non si limitavano ad oggetti metallici ma si estendevano alle pietre, al legno, all'avorio, quelle che in seguito si è preso a designare come arti minori e che non erano originariamente distinte dalla tecnica scultorea.

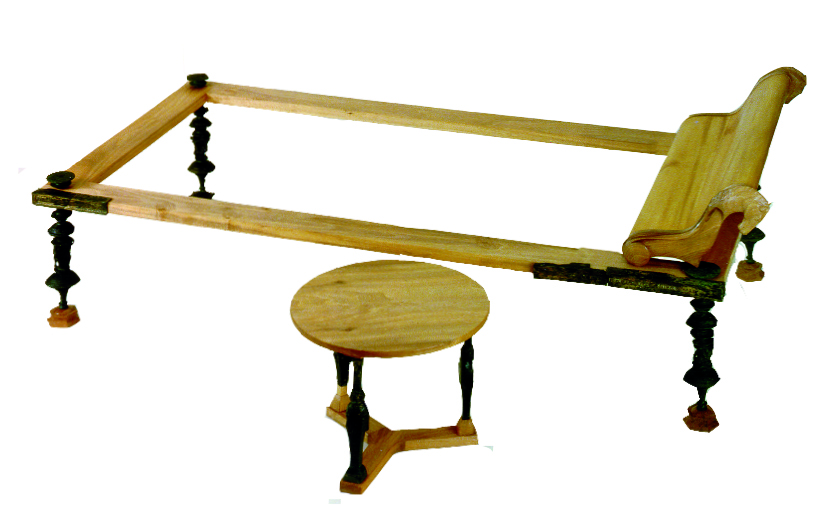
L'Arredo da triclinio della Domus di Via Università a Modena, esemplare eccezionale di letto tricliniare in bronzo istoriato della fine del I sec. a.C.